# 玛丽亚·格里弗
玛丽亚·格里弗（英語：María Grever，1885年9月14日—1951年12月15日）是一位墨西哥女作曲家。她創作的最著名的歌曲是一天有什麼不同，这首歌被黛娜·華盛頓广为传唱，還被众多艺术家翻唱。

## 生平
玛丽亚·格里弗的父亲是西班牙人，母亲是墨西哥人。在6歲以前，她曾居住在墨西哥城，1888年搬到父亲的家乡西班牙塞维利亚。她又前往法国学习音乐，师从阿希尔-克洛德·德彪西和弗朗兹·伦哈德（Franz Lenhard）。1900年，她搬回墨西哥，在姑姑開辦的学校继续学习音乐。1907年，當時22岁的玛丽亚·格里弗与美国石油公司高管利奥·格里弗（Leo A. Grever）结婚，1916年，玛丽亚·格里弗成为美国公民，并移居纽约市，並在那里度过余生 。

## 音樂作品
格雷弗一生写了800多首歌曲。她的第一部音乐作品是她在四岁时创作的一首圣诞颂歌。她在18岁时创作了她的第一首歌曲 "A Una Ola"(《浪潮》)，这首歌的销量达到300万张。